# Zyprische Badmintonmeisterschaft 2019
Die Zyprische Badmintonmeisterschaft 2019 fand vom 21. bis zum 22. September 2019 in Nikosia statt. 

## Medaillengewinner
| Disziplin    | Gold                                 | Silber                                      | Bronze                                |
| ------------ | ------------------------------------ | ------------------------------------------- | ------------------------------------- |
| Herreneinzel | Elias Nicolaou                       | Christos Hailis                             | Iakovos Acheriotis                    |
| Herreneinzel | Elias Nicolaou                       | Christos Hailis                             | Orestis Pissis                        |
| Dameneinzel  | Eleni Christodoulou                  | Ioanna Pissi                                | Eva Kattirtzi                         |
| Dameneinzel  | Eleni Christodoulou                  | Ioanna Pissi                                | Ioanna Antoniou                       |
| Herrendoppel | Antonis Adamou Orestis Pissis        | Antonis Antoniou Constantinos Hadjigeorgiou | Iakovos Acheriotis Aris Kattirtzi     |
| Herrendoppel | Antonis Adamou Orestis Pissis        | Antonis Antoniou Constantinos Hadjigeorgiou | Andreas Fragkou Grigoris Charalambous |
| Damendoppel  | Maria Avraamidou Eleni Christodoulou | Eleni Petrou Andrea Chrisostomou            | Eva Kattirtzi Ioanna Pissi            |
| Damendoppel  | Maria Avraamidou Eleni Christodoulou | Eleni Petrou Andrea Chrisostomou            | Ioanna Antoniou Marisa Fyrilla        |
| Mixed        | Andreas Ioannou Eleni Christodoulou  | Antonis Antoniou Antrea Alexandrou          | Andreas Fragkou Stephanie Frangou     |
| Mixed        | Andreas Ioannou Eleni Christodoulou  | Antonis Antoniou Antrea Alexandrou          | Orestis Pissis Ioanna Pissi           |